# Noordwolde (Weststellingwerf)

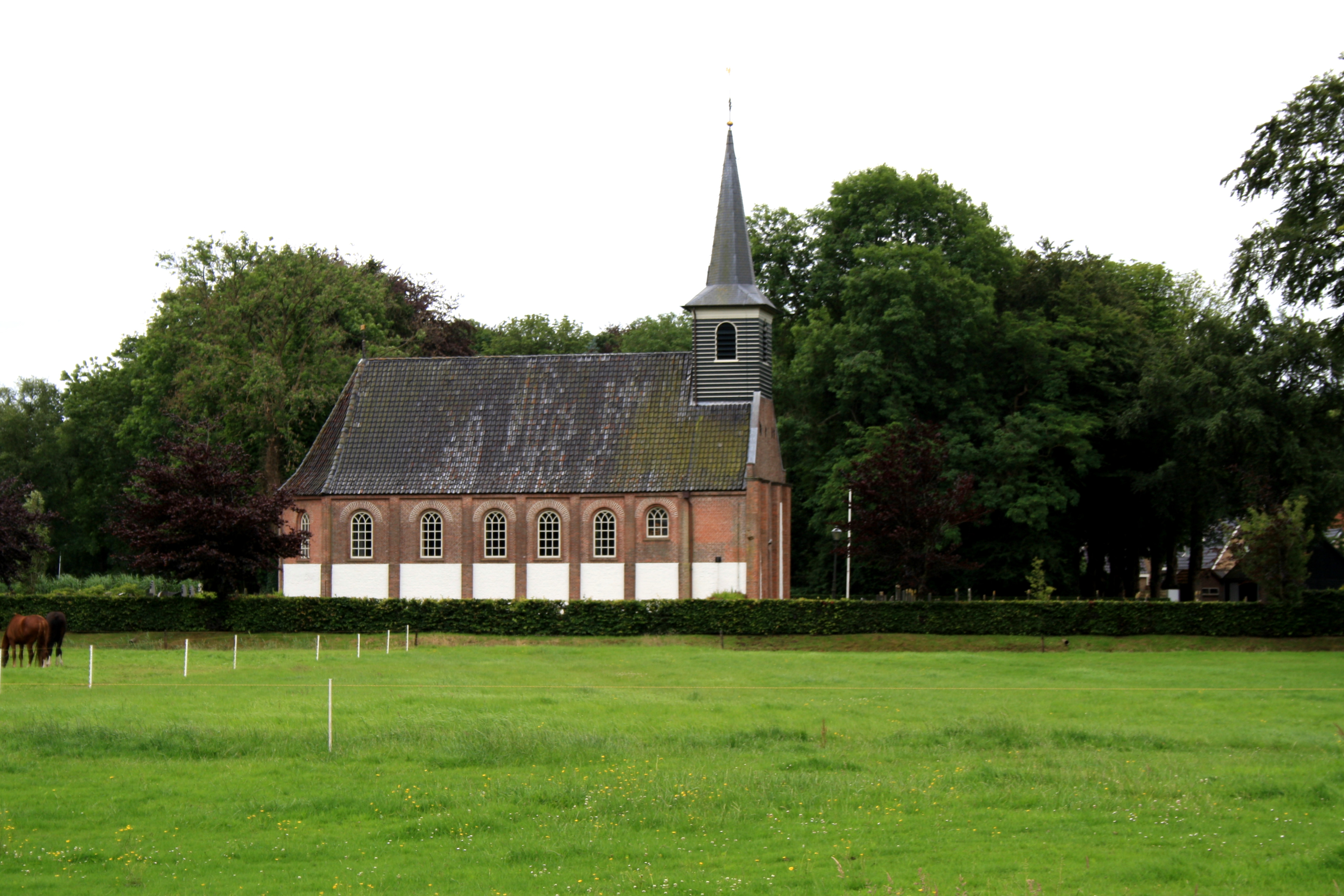
Noordwolde: la chiesa protestante

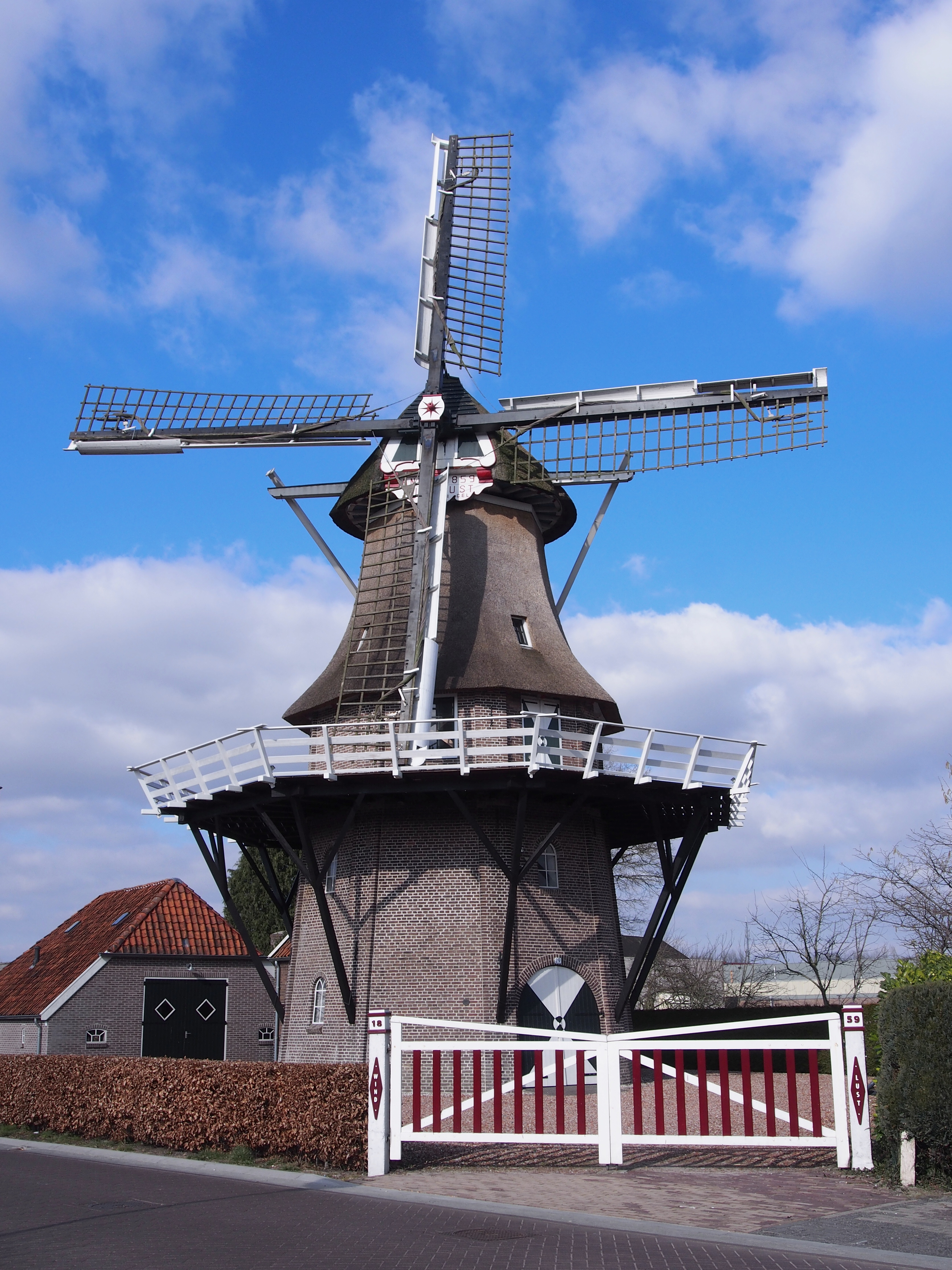
Noordwolde: il mulino Windlust

Noordwolde (in Stellingwerfs: Noordwoolde; in frisone: Noardwâlde) è un villaggio di circa 3.700 abitanti del nord-est dei Paesi Bassi, facente parte della provincia della Frisia e situato nella regione di Stellingwerven. Dal punto di vista amministrativo, si tratta di una frazione del comune di Weststellingwerf; fu per un breve periodo (1812-1816) un comune indipendente: su questo territorio si basa ora quello della municipalità di Weststellingwerf.

## Geografia fisica
Il villaggio di Noordwolde si trova nella parte sud-orientale della provincia della Frisia, al confine con la provincia dell'Overijssel ed è situato tra le località di Wolvega e Oldeberkoop (rispettivamente ad est/nord-est della prima e a sud-ovest della seconda), a circa 25 km a sud-ovest di Heerenveen.

## Storia
Del villaggio di Noordwolde si hanno notizie a partire dal XIII secolo.
A partire dal 1825, fu introdotta a Noordwolde l'industria del vimine grazie ad un tedesco senza lavoro.
Nel 1914, fu aperta la linea del tram Steenwijk-Noordwolde-Oosterwolde.

## Monumenti e luoghi d'interesse
Noordwolde conta 3 edifici classificati come rijksmonumenten e 4 edifici classificati come gemeentelijke monumenten.

### Architetture religiose

#### Chiesa protestante
Tra i principali edifici di Noordwolde, figura la chiesa protestante, costruita agli inizi del XV secolo e ricostruita nel 1640.
All'interno della chiesa, si trova un organo risalente al 1876.

#### Cimitero ebraico
Altro luogo d'interesse è il cimitero ebraico, istituito nel 1770.

### Architetture civili

#### Mulino Windlust
Altro edificio d'interesse è il mulino Windlust, un mulino a vento risalente al 1859.

## Società

### Evoluzione demografica
Al censimento del 2003, Noordwolde (buurtschappen comprese) contava una popolazione pari a 3.762 abitanti.

## Cultura

### Musei
- Nationaal Vlechtmuseum (museo dei vimini)[11]

## Geografia antropica

### Suddivisioni amministrative
Buurtschappen
- Noordwolde-Zuid